# Sheniqua Ferguson
Sheniqua Ferguson (Nassau, 1989. november 24. –) bahamai atlétanő.
A 2008-as junior atlétikai világbajnokságon aranyérmes lett kétszáz méteres síkfutásban, továbbá bronzérmes száz méteren. A berlini világbajnokságon Chandra Sturrup, Christine Amertil és Debbie Ferguson-McKenzie társaként tagja volt a négyszer száz méteren ezüstérmes bahamai váltónak.

## Egyéni legjobbjai
- 100 méter síkfutás - 11,38
- 200 méter síkfutás – 22,85